# August Moritz
August Moritz (* 11. Februar 1913 in Hannover; † 17. März 2006 in Hamburg) war ein deutscher SS-Obersturmbannführer, Leiter der Abteilung  IV (Gestapo) in Lyon. Er wurde am 30. Januar 1954 in Marseille und am 25. November 1954 in Lyon in Abwesenheit zum Tode verurteilt. Später war er Agent des Ministeriums für Staatssicherheit der DDR (MfS).

## Biografie

### Zweiter Weltkrieg
Moritz trat zum 1. April 1938 der SS (SS-Nummer 310.163) und zum 1. Juli 1940 der NSDAP bei (Mitgliedsnummer 7.675.630). Bis Sommer 1942 gehörte Moritz zur Abteilung VI (Auslandsnachrichtendienst) des Chefs der Sicherheitspolizei und des SD. Danach ging er als Stellvertreter des Kommandeurs der Sipo und des SD nach Orléans. Anschließend bekleidete er eine ähnliche Position in Marseille, er war stellvertretender Kommandeur des Sicherheitspolizei-SD-Einsatzkommandos IV B und Leiter der Abteilung IV (Gestapo). Während dieser Zeit war er aktiv an der Deportation von Juden beteiligt, dies geht aus einem Briefwechsel mit Heinz Röthke hervor. Die Transporte gingen in das Lager Drancy.
Anfang Herbst 1943 wurde er nach Lyon versetzt, er war Stellvertreter von Werner Knab und Leiter der Abteilung IV (zuständig für Kollaborateure) beim Einsatzkommando in Lyon. Klaus Barbie war sein Arbeitskollege.
Im Frühjahr 1944 wurde er zum Reichssicherheitshauptamt versetzt in das Amt VI und leitete ab Dezember die Agentenschule.

### Nach dem Zweiten Weltkrieg
Im Jahre 1945 geriet er in Kriegsgefangenschaft, konnte aber drei Jahre später flüchten. Unter dem falschen Namen Rolf Müller lebte er in Hamburg. Serge und Beate Klarsfeld machten sich in den 1970er Jahren auf die Suche nach Moritz. 1973 gelang es ihnen, Moritz in Hamburg-Sankt Pauli ausfindig zu machen. Sie führten ein Interview mit ihm und seiner Frau, in dem er leugnete, Barbie oder Paul Tourvier zu kennen.
August Moritz hat für die Stasi unter dem Namen Kornbrenner gearbeitet. Er, Arnold Delannoy und Uwe Wehlen wurden als Ostagenten enttarnt, 1953 vom Bundesgerichtshof verurteilt. Sein Deckname lautete Rolf Müller.